# WS-Policy
WS-Policy egy specifikáció, amely lehetővé teszi a  webszolgáltatások számára, hogy XML-t használjanak a házirendjeik (biztonsági házirend, szolgáltatás minőségi házirend, stb.) közzétételére, továbbá a webszolgáltatás felhasználóinak számára, hogy meghatározzák az ő házirend követelményeiket.
A WS-Policy a W3C 2007 szeptemberi ajánlása.
A WS-Policy egy specifikáció halmazt reprezentál. Ezek írják le a biztonsági (és egyéb üzleti) házirendek képességeit és megszorításait a köztes szereplőkre és a végpontokra vonatkozólag (pl. a szükséges biztonsági tokenek, a támogatott kódolási algoritmusok, és titkosítási szabályok) és azt, miképp kapcsolhatók össze a házirendek a szolgáltatásokkal és végpontokkal.

## Házirend érvényességvizsgálata
Az érvényességvizsgálat lehet követelménye egy webszolgáltatásnak vagy lehet a webszolgáltatás házirend hirdetése is.

## Operator tagek
Két "operator" (XML tag) használható egy házirend összeállításkor az utasítások készítéséhez:
- wsp:ExactlyOne - ellenőrzés arra, hogy csak is egy gyere csomópont elégíthető ki.
- wsp:All -  ellenőrzés arra, hogy az összes gyerek csomópont állítás ki lett-e elégítve.

Logikailag egy üres wsp:All tag esetén nincs érvényesség vizsgálat.

## Házirend metszet képzés
A házirend metszet egy új házirend, amely eleget tesz mindkét követelménynek és képességnek, vagy ha a házirendek nem kompatibilisek egymással, akkor ez mindkét oldalról felderíthető. 
Gyakran rokon értelmű érvényességvizsgálatok is inkompatibilisek lehetnek a házirend metszet képzés során. Ez könnyen magyarázható azzal a ténnyel, hogy a házirend metszet képzés egy szintaktikai megközelítés,  nem keverendő össze az érvényességvizsgálatok szemantikájával. Továbbá figyelmen kívül hagyja az érvényességvizsgálat paramétereit is.
Ellentétben azzal, amit a neve sugall, a házirend metszet nem egy halmazelméleti metszet képzés, csak meglehetősen hasonló dolog.

## Fordítás
Ez a szócikk részben vagy egészben  a   WS-Policy című angol Wikipédia-szócikk fordításán alapul.  Az eredeti cikk szerkesztőit annak laptörténete sorolja fel. Ez a jelzés csupán a megfogalmazás eredetét és a szerzői jogokat jelzi, nem szolgál a cikkben szereplő információk forrásmegjelöléseként.